# Adesmus acangauna
Adesmus acangauna är en skalbaggsart som beskrevs av Martins och Maria Helena M. Galileo 2004. Adesmus acangauna ingår i släktet Adesmus och familjen långhorningar.
Artens utbredningsområde är Panama. Inga underarter finns listade i Catalogue of Life.